# Liste des plus gros succès du box-office en Russie
Cet article présente les films qui ont fait les meilleures recettes en Russie depuis 2004.
Pour la période soviétique, se référer à l'article Liste des plus gros succès du box-office en URSS.

## Les 100 premiers films au box-office russe
La couleur       indique les films en cours de diffusion.
| Rang | Titre                                                                 | Recettes (en ₽) | Entrées    | Pays                                                                 | Année | Source   |
| ---- | --------------------------------------------------------------------- | --------------- | ---------- | -------------------------------------------------------------------- | ----- | -------- |
| 1    | Tchebourachka                                                         | 6 787 017 350   | 22 448 799 | Drapeau de la Russie                                                 | 2023  | [ # 1 ]  |
| 2    | Gosse de riche 2 (ru)                                                 | 3 842 944 986   | 9 864 758  | Drapeau de la Russie                                                 | 2024  | [ # 2 ]  |
| 3    | Avatar                                                                | 3 516 796 661   | 13 466 217 | Drapeau des États-Unis                                               | 2009  | [ # 3 ]  |
| 4    | Gosse de riche                                                        | 3 082 031 789   | 11 636 735 | Drapeau de la Russie                                                 | 2019  | [ # 4 ]  |
| 5    | Les Musiciens de Brême                                                | 3 035 347 378   | 8 443 330  | Drapeau de la Russie                                                 | 2024  | [ # 5 ]  |
| 6    | Spider-Man: No Way Home                                               | 2 994 456 517   | 8 978 243  | Drapeau des États-Unis                                               | 2021  | [ # 6 ]  |
| 7    | Trois Secondes                                                        | 2 970 588 767   | 12 020 021 | Drapeau de la Russie                                                 | 2017  | [ # 7 ]  |
| 8    | Le Roi lion                                                           | 2 641 791 506   | 10 902 932 | Drapeau des États-Unis                                               | 2019  | [ # 8 ]  |
| 9    | Avengers: Endgame                                                     | 2 594 826 571   | 8 764 679  | Drapeau des États-Unis                                               | 2019  | [ # 9 ]  |
| 10   | Comme par enchantement                                                | 2 489 637 434   | 8 633 280  | Drapeau de la Russie                                                 | 2023  | [ # 10 ] |
| 11   | Le Maître et Marguerite                                               | 2 325 316 693   | 5 572 596  | Drapeau de la Russie                                                 | 2024  | [ # 11 ] |
| 12   | T-34, machine de guerre                                               | 2 273 745 807   | 8 840 748  | Drapeau de la Russie                                                 | 2018  | [ # 12 ] |
| 13   | Le Dernier Chevalier : Messager des ténèbres                          | 2 204 616 988   | 7 267 585  | Drapeau de la Russie                                                 | 2021  | [ # 13 ] |
| 14   | Le Défi                                                               | 2 139 247 373   | 6 727 734  | Drapeau de la Russie                                                 | 2023  | [ # 14 ] |
| 15   | Pirates des Caraïbes : La Vengeance de Salazar                        | 2 131 816 926   | 8 024 965  | Drapeau des États-Unis                                               | 2017  | [ # 15 ] |
| 16   | Zootopie                                                              | 2 082 859 518   | 8 457 297  | Drapeau des États-Unis                                               | 2016  | [ # 16 ] |
| 17   | Venom: Let There Be Carnage                                           | 2 082 859 518   | 8 457 297  | Drapeau des États-Unis · Drapeau de la République populaire de Chine | 2021  | [ # 17 ] |
| 18   | Le Dernier Chevalier : La Racine du mal                               | 2 049 717 822   | 7 157 705  | Drapeau de la Russie                                                 | 2020  | [ # 18 ] |
| 19   | Comme des bêtes                                                       | 1 992 614 872   | 8 702 492  | Drapeau des États-Unis                                               | 2016  | [ # 19 ] |
| 20   | Venom                                                                 | 1 921 830 115   | 7 099 439  | Drapeau des États-Unis                                               | 2018  | [ # 20 ] |
| 21   | Maléfique : Le Pouvoir du mal                                         | 1 919 855 364   | 7 672 023  | Drapeau des États-Unis                                               | 2019  | [ # 21 ] |
| 22   | Joker                                                                 | 1 890 425 865   | 6 841 708  | Drapeau des États-Unis                                               | 2019  | [ # 22 ] |
| 23   | Avengers: Infinity War                                                | 1 882 793 307   | 6 610 515  | Drapeau des États-Unis                                               | 2018  | [ # 23 ] |
| 24   | La Glace 3 (ru)                                                       | 1 855 857 986   | 5 195 939  | Drapeau de la Russie                                                 | 2024  | [ # 24 ] |
| 25   | La Reine des neiges 2                                                 | 1 833 685 501   | 7 543 868  | Drapeau des États-Unis                                               | 2019  | [ # 25 ] |
| 26   | Star Wars, épisode VII : Le Réveil de la Force                        | 1 719 533 343   | 5 228 044  | Drapeau des États-Unis                                               | 2015  | [ # 26 ] |
| 27   | Dragons 3 : Le Monde caché                                            | 1 699 657 076   | 7 289 343  | Drapeau des États-Unis                                               | 2019  | [ # 27 ] |
| 28   | Pirates des Caraïbes : La Fontaine de Jouvence                        | 1 696 795 264   | 6 876 304  | Drapeau des États-Unis                                               | 2011  | [ # 28 ] |
| 29   | Le Policier de la Roubliovka : En pleine illégalité au Nouvel An (ru) | 1 688 520 350   | 6 334 950  | Drapeau de la Russie                                                 | 2018  | [ # 29 ] |
| 30   | Le Dernier Chevalier                                                  | 1 672 440 989   | 7 403 965  | Drapeau de la Russie                                                 | 2017  | [ # 30 ] |
| 31   | Les Minions                                                           | 1 672 296 305   | 7 509 147  | Drapeau des États-Unis                                               | 2015  | [ # 31 ] |
| 32   | Le Hobbit : La Bataille des Cinq Armées                               | 1 666 500 000   | 5 555 000  | Drapeau des États-Unis                                               | 2014  | [ # 32 ] |
| 33   | Stalingrad                                                            | 1 620 750 726   | 5 913 693  | Drapeau de la Russie                                                 | 2013  | [ # 33 ] |
| 34   | Deadpool                                                              | 1 610 032 115   | 6 107 298  | Drapeau des États-Unis                                               | 2016  | [ # 34 ] |
| 35   | Suicide Squad                                                         | 1 588 307 200   | 6 133 567  | Drapeau des États-Unis                                               | 2016  | [ # 35 ] |
| 36   | L'Âge de glace 4 : La Dérive des continents                           | 1 566 494 894   | 7 225 202  | Drapeau des États-Unis                                               | 2012  | [ # 36 ] |
| 37   | Uncharted                                                             | 1 562 336 230   | 4 846 145  | Drapeau des États-Unis                                               | 2022  | [ # 37 ] |
| 38   | Shrek 4 : Il était une fin                                            | 1 555 845 727   | 7 711 676  | Drapeau des États-Unis                                               | 2010  | [ # 38 ] |
| 39   | Dune                                                                  | 1 549 977 976   | 4 676 752  | Drapeau des États-Unis · Drapeau du Canada                           | 2021  | [ # 39 ] |
| 40   | Avengers : L'Ère d'Ultron                                             | 1 548 386 369   | 5 398 923  | Drapeau des États-Unis                                               | 2015  | [ # 40 ] |
| 41   | Les Animaux fantastiques : Les Crimes de Grindelwald                  | 1 530 137 881   | 5 446 785  | Drapeau des États-Unis                                               | 2018  | [ # 41 ] |
| 42   | Madagascar 3 : Bons baisers d'Europe                                  | 1 517 914 413   | 7 053 833  | Drapeau des États-Unis                                               | 2012  | [ # 42 ] |
| 43   | Fast and Furious 7                                                    | 1 514 414 399   | 5 470 305  | Drapeau des États-Unis                                               | 2015  | [ # 43 ] |
| 44   | Viking, la naissance d'une nation                                     | 1 511 525 876   | 5 734 517  | Drapeau de la Russie                                                 | 2016  | [ # 44 ] |
| 45   | Comme des bêtes 2                                                     | 1 485 768 139   | 6 931 485  | Drapeau des États-Unis                                               | 2019  | [ # 45 ] |
| 46   | Les Gardiens de la Galaxie Vol. 2                                     | 1 480 025 694   | 5 300 733  | Drapeau des États-Unis                                               | 2017  | [ # 46 ] |
| 47   | La Glace 2                                                            | 1 472 444 770   | 6 014 864  | Drapeau de la Russie                                                 | 2020  | [ # 47 ] |
| 48   | Le Hobbit : La Désolation de Smaug                                    | 1 470 000 000   | 4 800 000  | Drapeau des États-Unis                                               | 2013  | [ # 48 ] |
| 49   | La Glace                                                              | 1 452 746 309   | 6 083 465  | Drapeau de la Russie                                                 | 2018  | [ # 49 ] |
| 50   | Fast and Furious 8                                                    | 1 443 396 514   | 5 320 412  | Drapeau des États-Unis                                               | 2017  | [ # 50 ] |
| 51   | Transformers : L'Âge de l'extinction                                  | 1 432 265 890   | 5 166 873  | Drapeau des États-Unis                                               | 2014  | [ # 51 ] |
| 52   | The Crew                                                              | 1 428 648 768   | 5 040 153  | Drapeau de la Russie                                                 | 2016  | [ # 52 ] |
| 53   | Les Animaux fantastiques                                              | 1 418 505 242   | 5 190 015  | Drapeau des États-Unis                                               | 2016  | [ # 53 ] |
| 54   | Moi, moche et méchant 3                                               | 1 397 196 086   | 6 674 832  | Drapeau des États-Unis                                               | 2017  | [ # 54 ] |
| 55   | Baby Boss                                                             | 1 391 072 067   | 6 320 703  | Drapeau des États-Unis                                               | 2017  | [ # 55 ] |
| 56   | L'Âge de glace 3 : Le Temps des dinosaures                            | 1 383 501 046   | 8 270 580  | Drapeau des États-Unis                                               | 2009  | [ # 56 ] |
| 57   | Le Chat potté                                                         | 1 378 866 263   | 6 162 031  | Drapeau des États-Unis                                               | 2011  | [ # 57 ] |
| 58   | Twilight, chapitre V : Révélation, partie 2                           | 1 361 914 256   | 6 177 547  | Drapeau des États-Unis                                               | 2012  | [ # 58 ] |
| 59   | Le Hobbit : Un voyage inattendu                                       | 1 350 000 000   | 4 500 000  | Drapeau des États-Unis                                               | 2012  | [ # 59 ] |
| 60   | Warcraft : Le Commencement                                            | 1 322 818 669   | 4 799 165  | Drapeau des États-Unis                                               | 2016  | [ # 60 ] |
| 61   | Doctor Strange                                                        | 1 303 115 209   | 4 545 479  | Drapeau des États-Unis                                               | 2016  | [ # 61 ] |
| 62   | Jumanji : Bienvenue dans la jungle                                    | 1 298 517 507   | 4 797 324  | Drapeau des États-Unis                                               | 2017  | [ # 62 ] |
| 63   | Iron Man 3                                                            | 1 294 237 028   | 4 724 274  | Drapeau des États-Unis                                               | 2013  | [ # 63 ] |
| 64   | Soul                                                                  | 1 290 829 879   | 4 824 688  | Drapeau des États-Unis                                               | 2020  | [ # 64 ] |
| 65   | Deadpool 2                                                            | 1 284 738 585   | 4 957 613  | Drapeau des États-Unis                                               | 2018  | [ # 65 ] |
| 66   | Aquaman                                                               | 1 281 277 239   | 4 423 470  | Drapeau des États-Unis                                               | 2018  | [ # 66 ] |
| 67   | Les Gardiens de la Galaxie                                            | 1 272 064 437   | 4 848 233  | Drapeau des États-Unis                                               | 2014  | [ # 67 ] |
| 68   | Thor : Ragnarok                                                       | 1 246 064 639   | 4 313 758  | Drapeau des États-Unis                                               | 2017  | [ # 68 ] |
| 69   | Maléfique                                                             | 1 230 792 134   | 4 861 066  | Drapeau des États-Unis                                               | 2014  | [ # 69 ] |
| 70   | Transformers 3 : La Face cachée de la Lune                            | 1 230 452 545   | 4 971 221  | Drapeau des États-Unis                                               | 2011  | [ # 70 ] |
| 71   | Le Livre de la jungle                                                 | 1 229 980 134   | 4 689 158  | Drapeau des États-Unis                                               | 2016  | [ # 71 ] |
| 72   | The Gentlemen                                                         | 1 225 354 742   | 4 047 758  | Drapeau des États-Unis                                               | 2020  | [ # 72 ] |
| 73   | Aladdin                                                               | 1 221 271 916   | 4 946 296  | Drapeau des États-Unis                                               | 2019  | [ # 73 ] |
| 74   | Alice au pays des merveilles                                          | 1 221 224 803   | 4 980 045  | Drapeau des États-Unis                                               | 2010  | [ # 74 ] |
| 75   | Jurassic World                                                        | 1 217 548 322   | 4 448 818  | Drapeau des États-Unis                                               | 2015  | [ # 75 ] |
| 76   | Spider-Man: Far From Home                                             | 1 208 460 770   | 4 785 380  | Drapeau des États-Unis                                               | 2019  | [ # 76 ] |
| 77   | Avengers                                                              | 1 205 272 295   | 4 498 822  | Drapeau des États-Unis                                               | 2012  | [ # 77 ] |
| 78   | Le Royaume magique                                                    | 1 176 544 102   | 4 813 001  | Drapeau de la Russie                                                 | 2021  | [ # 78 ] |
| 79   | Noé                                                                   | 1 164 101 259   | 4 144 093  | Drapeau des États-Unis                                               | 2014  | [ # 79 ] |
| 80   | L'Ironie du sort. Suite                                               | 1 156 685 306   | 7 972 865  | Drapeau de la Russie                                                 | 2007  | [ # 80 ] |
| 81   | Fast and Furious 9                                                    | 1 156 546 545   | 4 041 271  | Drapeau des États-Unis                                               | 2021  | [ # 81 ] |
| 82   | Interstellar                                                          | 1 155 358 009   | 4 370 738  | Drapeau des États-Unis                                               | 2014  | [ # 82 ] |
| 83   | Les Sapins de Noël 3                                                  | 1 154 418 577   | 4 837 746  | Drapeau de la Russie                                                 | 2013  | [ # 83 ] |
| 84   | Avatar : La Voie de l'eau                                             | 1 147 827 025   | 2 178 697  | Drapeau des États-Unis                                               | 2022  | [ # 84 ] |
| 85   | Terminator Genisys                                                    | 1 146 346 842   | 4 171 259  | Drapeau des États-Unis                                               | 2015  | [ # 85 ] |
| 86   | Captain Marvel                                                        | 1 146 265 757   | 4 095 813  | Drapeau des États-Unis                                               | 2019  | [ # 86 ] |
| 87   | La Légende de Viy                                                     | 1 144 128 522   | 4 125 058  | Drapeau de la Russie                                                 | 2014  | [ # 87 ] |
| 88   | Hôtel Transylvanie 3 : Des vacances monstrueuses                      | 1 129 101 636   | 5 410 205  | Drapeau des États-Unis                                               | 2018  | [ # 88 ] |
| 89   | Once Upon a Time… in Hollywood                                        | 1 122 872 960   | 3 880 436  | Drapeau des États-Unis                                               | 2019  | [ # 89 ] |
| 90   | Jumanji: Next Level                                                   | 1 120 973 314   | 4 072 934  | Drapeau des États-Unis                                               | 2019  | [ # 90 ] |
| 91   | Trois Preux Chevaliers et le nombril du monde (ru)                    | 1 112 292 106   | 3 440 444  | Drapeau de la Russie                                                 | 2023  |          |
| 92   | Ça : Chapitre 2                                                       | 1 110 947 137   | 4 255 050  | Drapeau des États-Unis                                               | 2019  | [ # 91 ] |
| 93   | Seul sur Mars                                                         | 1 103 962 655   | 3 920 433  | Drapeau des États-Unis                                               | 2015  | [ # 92 ] |
| 94   | Jurassic World: Fallen Kingdom                                        | 1 103 089 599   | 4 150 861  | Drapeau des États-Unis                                               | 2018  | [ # 93 ] |
| 95   | Thor : Le Monde des ténèbres                                          | 1 093 674 790   | 3 868 670  | Drapeau des États-Unis                                               | 2013  | [ # 94 ] |
| 96   | Men in Black 3                                                        | 1 091 369 028   | 4 187 794  | Drapeau des États-Unis                                               | 2012  | [ # 95 ] |
| 97   | Moi, moche et méchant 2                                               | 1 087 315 014   | 4 913 600  | Drapeau des États-Unis                                               | 2013  | [ # 96 ] |
| 98   | Fast and Furious: Hobbs and Shaw                                      | 1 066 618 259   | 4 034 157  | Drapeau des États-Unis                                               | 2019  | [ # 97 ] |
| 99   | Madagascar 2                                                          | 1 063 370 912   | 7 376 908  | Drapeau des États-Unis                                               | 2008  | [ # 98 ] |
| 100  | Ninja Turtles                                                         | 1 051 038 246   | 4 579 737  | Drapeau des États-Unis                                               | 2014  | [ # 99 ] |